# Lophognathus horneri
Lophognathus horneri — вид ігуаноподібних ящірок родини агамових (Agamidae). Ендемік Австралії. Описаний у 2018 році.

## Поширення і екологія
Lophognathus horneri мешкають в центральних і західних районах Північної Австралії, на території Західної Австралії і Північної Території. Вони живуть в сухих екваліптових рідколіссях і саванах. Ведуть напівдеревний спосіб життя. Відкладають яйця.